# Женщина без мужчин
«Женщина без мужчин» (англ. No Man's Woman) — фильм нуар режиссёра Франклина Адреона, который вышел на экраны в 1955 году.
Фильм рассказывает об эгоистичной и алчной владелице художественной галереи Кэролайн Грант (Мэри Виндзор), у которой возникают проблемы в отношениях сразу с несколькими мужчинами, включая своего богатого мужа, которому она не даёт развод, его отца, а также её делового партнёра и жениха своей ассистентки. Поэтому когда Кэролин убивают во время предполагаемой попытки ограбления галереи, каждый из них становится подозреваемым.
Фильм не произвёл впечатления на критиков за исключением игры Мэри Виндзор в главной роли.

## Сюжет
В Беверли-Хиллс, Калифорния, эгоистичная и алчная Кэролайн Грант (Мэри Виндзор) едет на машине со своим любовником Уэйном Винсентом (Патрик Ноулз), беспринципным арт-критиком, который зарабатывает на том, что пишет в своей газетной колонке хвалебные статьи о художественной галерее Кэролайн, что обеспечивает её постоянным потоком клиентов. Кэролайн приезжает к своему мужу, богатому бизнесмену Харлоу Гранту (Джон Арчер), с которым они уже два года живут раздельно. Полюбив другую женщину, Луиз Нельсон (Нэнси Гейтс), Харлоу пригласил Кэролайн к себе, чтобы обсудить условия развода. Однако Кэролайн требует за развод крупную долю в его химической компании и вдобавок ещё 300 тысяч долларов наличными. Понимая, что у Харлоу нет таких денег, она предлагает мужу продать половину компании, принадлежащую его отцу Филиппу (Дуглас Вуд), который посвятил её созданию всю свою жизнь. Все попытки Харлоу и его отца уговорить Кэролайн пойти на разумные условия развода ни к чему не приводят.
Кэролайн приезжает в свою галерею, где встречает свою ассистентку Бетти Аллен (Джил Джармин), которая приехала посмотреть на новые приобретения хозяйки. Бетти сообщает, что сегодня собирается отправиться на рыбалку со своим женихом, моряком Диком Сойером (Ричард Крейн), который недавно приобрёл небольшое рыболовное судно. Решив отбить Дика, Кэролайн под надуманным предлогом просит Бетти остаться в галерее, а сама делает вид, что отправляется в командировку в Лагуна-Бич на весь день. На самом деле она приезжает на причал в Ньюпорт-Бич, где сообщает Дику, что Бетти сегодня не сможет приехать, после чего просит взять её с собой на рыбалку. Во время морской прогулки Кэролайн пытается заигрывать с Диком, а по возвращении на берег фактически шантажом заставляет его пойти вместе с ней на приём в следующие выходные. Почувствовав недобрые намерения Кэролайн, Дик грубо отказывает ей, после чего получает пощёчину. Свидетелем этой сцены становится администратор причала Вирджиния Джиллис (Ферн Холл), которая после отъезда Кэролайн передаёт Дику конверт, в котором лежит обручальное кольцо Бетти. Вирджиния рассказывает, что Бетти, уговорив Винсента поработать вместо неё в галерее, примчалась на причал, узнав, что Дик полчаса назад ушёл в плавание с какой-то эффектной дамой. Она прождала его возвращения до заката, после чего оставила Вирджинии кольцо и уехала.
Догадавшись по припаркованному на причале автомобилю, что Дик отправился на рыбалку вместе с Кэролайн, Бетти возвращается в галерею, где заявляет привратнику Отто Питерсону (Перси Хелтон), что увольняется. Затем Бетти отправляется домой, куда к ней позднее приезжает Дик, который пытается объяснить произошедшее в Кэролайн, однако Бетти отказывается его слушать, так как перед этим ей позвонила Кэролайн, сообщив, что проведёт весь следующий уикенд вместе с Диком. Дик уходит, разразившись проклятиями в адрес Кэролайн, которую обещает в следующий раз выбросить в океан. Вечером Харлоу, глубоко переживающий безвыходность своей ситуации, решает напиться в одном из баров. Луиза и Филип разыскивают его по всему городу, и наконец отец находит его. Харлоу говорит Филипу, что не может мучить Луизу и заставлять её ждать неопределённо долго. По его словам, она заслуживает лучшей участи и потому он должен расстаться с ней. Филип пытается увезти сына домой, однако тот отказывается уходить и после ухода отца продолжает пить в одиночку.
Когда Кэролайн приезжает в галерею, ожидающий её Винсент сообщает, что его уволили из газеты за публикацию статей в собственных корыстных интересах. Кроме того, он теперь включён в чёрный список и не сможет получить работу арт-критика ни в какой другой газете. Кэролайн понимает, что без его «рекламы» продажи её галереи существенно сократятся. Однако в каком-либо ином качестве он для неё бесполезен, и потому она объявляет Винсенту о том, что между ними всё кончено. Когда он уходит, в дверях появляется Луиза, которая безуспешно пытается убедить Кэролайн развестись с Харлоу на разумных условиях. В 2 часа ночи бар закрывается, и бармен Сэнди провожает еле держащегося на ногах Харлоу до дверей. Сэнди, который весь вечер слушал жалобы Харлоу на свою жену, провожает его с шуткой, что может быть её стоит убить, на что Харлоу добавляет — «тупым ножом», далее заявляя, что она «не достойна жизни». В 3 часа ночи в своей спальне на втором этаже галереи Кэролайн просыпается от шума внизу. Она выходит посмотреть, что там происходит, видя какого-то знакомого человека. В этот момент раздаётся выстрел, убивающий Кэролайн на месте. После этого неизвестный уходит, разбив одно из стёкол входной двери, имитируя тем самым проникновение со взломом.
На следующее утро Отто обнаруживает тело Кэролайн, после чего немедленно вызывает полицию. Лейтенант Колтон (Луис Джин Хейдт), которому поручено расследование этого убийства, устанавливает, что мотивом преступления было не ограбление, так как ничего не похищено, после чего допрашивает прибывших в галерею Харлоу и Бетти. Бетти сообщает, что накануне уволилась, однако объясняет это тем, что вскоре выходит замуж, а на вопрос об обручальном кольце заявляет, что отдала его починить в ювелирную мастерскую. Вскоре в галерее появляется Винсент, сообщая, что некоторые картины в галерее принадлежат лично ему. Когда он упоминает о том, что вчера вечером перед своим уходом видел в галерее Луизу, полиция включает и её в список подозреваемых. Харлоу заявляет Колтону, что вчера ночью был слишком пьян, чтобы управлять автомобилем, и потому провёл ночь в салоне автомобиля на парковке. Баллистическая экспертиза устанавливает, что орудием убийства был немецкий маузер, и после того, как Харлоу сообщает, что у него есть коллекция старого дуэльного оружия, он становится главным подозреваемым. Колтон направляется в бар, чтобы проверить показания Харлоу. Сэнди рассказывает полиции, что вывел «пьяного в стельку» Харлоу из бара в 2 часа, после чего вспоминает его слова о «тупом ноже». Так как никто не может подтвердить, где находился Харлоу в течение последующего часа, его доставляют в участок, однако вскоре отпускают, так как в убийстве неожиданно сознаётся Филип.
Подозревая, что Филипп не виновен, а просто пытается защитить сына, начальник Колтона, капитан Хостеддер (Моррис Анкрум), поручает своим сотрудникам проследить за Харлоу, который вместе с Луизой направляется в галерею, чтобы подготовить к перевозке картины и вещи Кэролайн. Когда Отто говорит, что ключ от галереи был только у него, Бетти и Кэролайн, Харлоу начинает подозревать, что убийство могла совершить Бетти, разбив входную дверь специально, чтобы отвести от себя подозрения. В поисках Бетти Харлоу звонит в порт Дику, где снявшая трубку Вирджиния сообщает ему, что Дик и Бетти расстались. Так как Отто не знает адреса Бетти, Харлоу заезжает к Винсенту, который напоминает, что ему принадлежат некоторые картины в галерее. Объяснив, что они уже упакованы для транспортировки, Харлоу предлагает Винсенту забрать их завтра у него из дома. Прибыв на квартиру к Бетти, Харлоу обвиняет её в том, что она обманула полицию, а также в том, что она убила Кэролайн из ревности. Вскоре появляется Дик, который уже помирился с Бетти, и они вместе объясняют Харлоу, что Бетти соврала, чтобы отвести подозрения от Дика. Бетти вспоминает, что в своё время Винсент подарил Кэролайн маузер, а также говорит, что свой ключ от галереи отдала ему. Так как Бетти уверена в том, что Винсент знал, где Кэролайн хранит пистолет, подозрения в убийстве падает на него. Однако у него как будто нет мотива, так как никто не знает о том, что Кэролайн порвала с ним все отношения.
После окончания рабочего дня, в то время, как Луиза заканчивает упаковывать вещи Кэролайн, в галерею проникает Винсент, думая, что там никого нет. Когда Луиза с чемоданами выходит из спальной, она видит, как Винсент пытается спрятать пистолет в одном из ящиков с картинами, вероятно, рассчитывая таким образом подставить Харлоу. Луиза успевает запереться в спальной, откуда пытается позвонить в полицию, однако, услышав её голос по параллельной линии, Винсент обрывает провод. Затем он врывается в спальню, намереваясь застрелить Луизу. В этот момент появляется Харлоу, который набрасывается на Винсента. Между двумя мужчинами начинается борьба, однако, завладев оружием, Винсент направляет его на Луизу, говоря, что она сейчас находится на том же самом месте, на котором он застрелил Кэролайн. В этот момент сзади к Винсенту подходят полицейские, которые постоянно следили за Харлоу. Они арестовывают Винсента, а Харлоу и Луиза обнимают и целуют друг друга, мечтая о дальнейшей совместной жизни.

## В ролях
- Мэри Виндзор — Кэролин Элленсон Грант
- Джон Арчер — Харлоу Грант
- Патрик Ноулз — Уэйн Винсент
- Нэнси Гейтс — Луиза Нельсон
- Джил Джармин — Бетти Аллен
- Ричард Крейн — Дик Сойер
- Ферн Холл — Вирджиния Джиллис
- Луис Джин Хейдт — детектив, лейтенант Колтон
- Джон Голлодет — детектив, сержант Уэллс
- Дуглас Вуд — Филип Грант
- Перси Хелтон — Отто Питерсон
- Моррис Анкрум — капитан Хостеддер

## История создания фильма
Режиссёр Франклин Адреон за свою карьеру, охватившую период с 1953 по 1966 год, поставил 14 низкобюджетных фильмов, среди них фильмы нуар «Ужас в полночь» (1956) и «Человек вооружён» (1956), вестерны «Человек со стальным кнутом» (1954) и «Перекрёсток ада» (1957), а также фантастические фильмы «Измерение 5» (1966) и «Киборг 2087» (1966).
Актриса Мэри Виндзор свои самые яркие роли сыграла в фильмах нуар «Узкая грань» (1952) и «Убийство» (1956). Она также запомнилась по вестернам «Адский огонь» (1949), «Решающий поединок» (1950) и «Литл-Бигхорн» (1951), фильмам нуар «Снайпер» (1952) и «Пол-акра ада» (1954), а также комедии «Всю дорогу неприятности» (1953).
Рабочее название этого фильма — «Измена» (англ. Treachery). Фильм частично снимался на натуре в окрестностях Лос-Анджелеса.

## Оценка фильма критикой
Современный кинокритик Тайлер Фостер охарактеризовал картину как «приятный, но незатейливый 70-минутный триллер», который главным образом интересен тем, чтобы «понаблюдать, как Мэри Виндзор с удовольствием обводит всех вокруг пальца». Многие получат наслаждение от наблюдения за порочным и обольстительным поведением героини, когда она «обыденно обманывает Бетти с её женихом или откровенно издевается над Уэйном, когда тот ожидает от неё поддержки». Как пишет критик, «Виндзор с большими глазами и широкой улыбкой проходится по фильму как разрушительная сила», когда её героиня «мгновенно превращается из милой дамы в жестокую садистку, которую не интересует ничего, кроме собственных наслаждений». Единственная проблема, по мнению Фостера, заключается в том, что «Виндзор присутствует только в половине фильма, преждевременно встречая смерть сразу после его середины». Как полагает Фостер, фильм выиграл бы от того, если бы сцены с участием Виндзор были бы смонтированы как «до», так и «после» убийства, чтобы зритель мог наслаждаться энергетикой актрисы на протяжении всего фильма. Однако после убийства её героини «фильм сводится к расследованию того, кто её убил, которое показано не столько плохо, сколько скучно, вяло и медленно». По словам критика, «хотя создатели фильма и не совершают никаких серьёзных ошибок в построении детективной истории», тем не менее, публика не особенно переживает по поводу того, кто окажется убийцей, надеясь лишь на то, чтобы не пострадали невинные стороны. Фостер резюмирует своё мнение словами, что это не столько «полноценный фильм, сколько интересная идея для фильма о том, как героиня жестоко расплачивается за своё обращение с группой близких ей людей как с игрушками в своих руках».
Киновед Майкл Роджерс также отметил, что «сладострастная соблазнительница в исполнении Виндзор — это самое яркое пятно в этой в целом средненькой детективной истории, хотя её злодейство не достигает того уровня, на который она выйдет год спустя в роли Шерри Питти в фильме нуар Стенли Кубрика „Убийство“ (1956)». Майкл Кини также высказал мнение, что после того, как «очень харизматичная Виндзор получает своё возмездие», у зрителя, к сожалению, «не остаётся причин продолжать следить за мелкой вознёй на экране».